# Hamid Estili
Hamid Reza Estili (per. حميد استيلی, ur. 1 kwietnia 1967 w Teheranie) – piłkarz irański grający na pozycji pomocnika.

## Kariera klubowa
Karierę piłkarską Estili rozpoczął w klubie Esteghlal Jonoub Dezful. W 1989 roku zmienił barwy klubowe i odszedł do PAS Teheran. W PAS podobnie jak w Esteghlal spędził dwa lata. W 1992 roku przeszedł do lokalnego rywala PAS, Persepolis Teheran. W sezonie 1992/1993 wywalczył z Persepolis wicemistrzostwo Iranu. Po sezonie znów zmienił klub, tym razem na Bahman, wywodzący się z miasta Karadż. W 1994 roku Hamid wyjechał z kraju i trafił do Kuwejtu. Tam przez jeden sezon reprezentował barwy klubu Al Qadisiya Kuwait, ale nie osiągnął z nim większych sukcesów i już w 1995 roku ponownie występował w lidze irańskiej, w drużynie Bahman. W 1996 roku po raz drugi wyjechał zagranicę i przez pół roku był piłkarzem singapurskiego Geylang United, pochodzącego z miasta Bedok. Za czasów gry w Geylang został mistrzem Singapuru. Z kolei w latach 1996–1998 ponownie grał w Bahmanie.
W 1998 roku Estili zasilił skład stołecznego Persepolis Teheran. W 1999 roku został mistrzem Iranu, a w 2000 roku powtórzył to osiągnięcie. Także w 1999 roku zdobył Puchar Hazfi, pierwszy w karierze krajowy puchar. W 2001 roku był wicemistrzem, a w 2002 roku mistrzem Iranu. W 2004 roku zakończył sportową karierę i następnie został asystentem trenera Persepolis.

## Kariera reprezentacyjna
W reprezentacji Iranu Estili zadebiutował w 1990 roku w towarzyskim spotkaniu przeciwko ZSRR. W 1998 roku został powołany przez Dżalala Talebiego do kadry na Mistrzostwa Świata we Francji. Tam był podstawowym zawodnikiem Iranu i wystąpił we wszystkich trzech grupowych spotkaniach: przegranych 0:1 z Jugosławią oraz 0:2 z Niemcami, a także ze Stanami Zjednoczonymi. W tym drugim zdobył gola w 40. minucie i przyczynił się do zwycięstwa Irańczyków 2:1. W reprezentacji grał do 2000 roku, a łącznie zagrał w niej 82 razy i strzelił 12 goli.